# Джоджик Ярослав Іванович
Джо́джик Я́рослав І́ванович (нар. 9 січня 1960) — український політик та підприємець, народний депутат України III, IV, VI скликань, член Комітету Верховної ради України з питань бюджету, почесний президент корпорації «Опілля».  

## Життєпис
Народився 9 січня 1960 року у Тернополі в родині репресованих. 

### Освіта
- 1982 року закінчив Львівський державний університет ім. І. Франка. Працював інженером на підприємствах радіоелектронної промисловості, начальником відділу технічного обслуговування в обчислювальному центрі.

### Кар'єра
- 1991 р. створив товариство «Технотерн».
- 1995 Президент Ліги підприємців Тернопільщини.
- 1995 обраний членом Проводу Конгресу української інтелігенції.
- 1994–1998 та 2006–2007 — депутат Тернопільської обласної ради.
- З 1999 — голова Тернопільської обласної організації Української Народної Партії, член Центрального Проводу та Правління УНП.
- З 2012 року займається підприємницькою діяльністю.

## Політична діяльність
- 1998 — 2002 — Народний депутат України 3-го скликання. Обраний народним депутатом від Тернопільського в/о 163

- 2002 — 2006 — Народний депутат України 4-го скликання, обраний за списками виборчого блоку «Наша Україна» (№ 52).
- 2007 — 2012 — Народний депутат України 6-го скликання, обраний за списками виборчого блоку «Наша Україна — Народна самооборона» (№ 74).

Під час перебування у парламенті одним із найбільш активних прихильників збільшення фінансування української армії на рівні не меншому за 2 % ВВП. Зокрема вимагав на законодавчому рівні закріпити згадану норму на законодавчому рівні, як захищену статтю державного бюджету.  Відстоював позицію, що Чорноморський флот РФ повинен покинути територію України у 2010 році. Пропонував законодавчо визнати борги Ощадбанку СРСР зовнішнім боргом Росії перед громадянами України і домагатися їх повернення через міжнародні судові установи. Вимагав запровадити обов’язкове декларування видатків державних службовців I-III рівня на витрати, що перевищують десять неоподатковуваних мінімумів під час перебування на державній службі та протягом десяти років після завершення державної служби. Був одним з активних прихильників стимулювання внутрішнього споживчого попиту у рамках кампанії "Купуй українське!", зокрема ініціатором законопроєкту про надання пріоритету у закупівлі за державні кошти товарів українського виробництва за умови рівної якості з імпортними. Домагався визнання ОУН та УПА воюючою стороною під час Другої світової війни із наданням відповідних пільг ветеранам цих організацій. Пропонував ввести кримінальну відповідальність за продаж алкоголю неповнолітнім.

## Сім'я
За участь в ОУН та УПА батько був ув'язнений на десять, а матір на двадцять п’ять років.
Одружений. Дружина — Ольга, донька Наталя, син Олег.

## Підприємницька діяльність
Після завершення парламентської діяльності повернувся до активної підприємницької діяльності. Зокрема зайнявся відновленням пивоварні "Опілля". За словами самого Ярослава Джоджика, основою маркетингової стратегії підприємства стало збереження класичних технологій виробництва пива. У 2017 році підприємство стало найбільшим платником податків у Тернополі. За версією видання "Новоє время" Опілля у 2017 році потрапило до рейтингу ТОП-100 найдорожчих брендів України, зайнявши 88 позицію.